# Derris danauensis
Derris danauensis är en ärtväxtart som beskrevs av Cornelis Andries Backer. Derris danauensis ingår i släktet Derris och familjen ärtväxter. Inga underarter finns listade i Catalogue of Life.